# Régent de France
 (juillet 2017).
Si vous disposez d'ouvrages ou d'articles de référence ou si vous connaissez des sites web de qualité traitant du thème abordé ici, merci de compléter l'article en donnant les références utiles à sa vérifiabilité et en les liant à la section « Notes et références ».
Le régent ou la régente de France était le titre décerné à celui ou celle qui était désigné(e) pour exercer les prérogatives royales et gouverner le royaume de France pendant la minorité ou l'absence du roi de France. Des princes, reines et évêques ont été chargés de la régence par plusieurs modes de désignation. Le terme de cet exercice ayant été la majorité du roi, son retour en France ou sa mort (dans le cas du petit Jean Ier).
Le titre de régent n'est attesté qu'en 1316, après la mort de Louis X le Hutin. Le frère du roi défunt, Philippe le Long, est le premier à le porter. L'article « se conform(e) à l'usage » et l'emploie pour désigner Suger, Adèle de Champagne et Blanche de Castille.
À partir du XVe siècle et jusqu'à la fin de l'Ancien Régime, toutes les régences sont exercées par des femmes, à l'exception de celle de Philippe d'Orléans, de 1715 à 1723.
À la Révolution, le comte de Provence, frère de Louis XVI, émigre. La Législative le déchoit de ses droits à la régence par décret des 18 et 19 septembre 1792. Pour autant, une semaine après l'exécution du roi, par la déclaration de Hamm du 28 janvier 1793, le comte de Provence prendra le titre de régent.
La régence est également exercée sous le Premier puis le Second Empire.

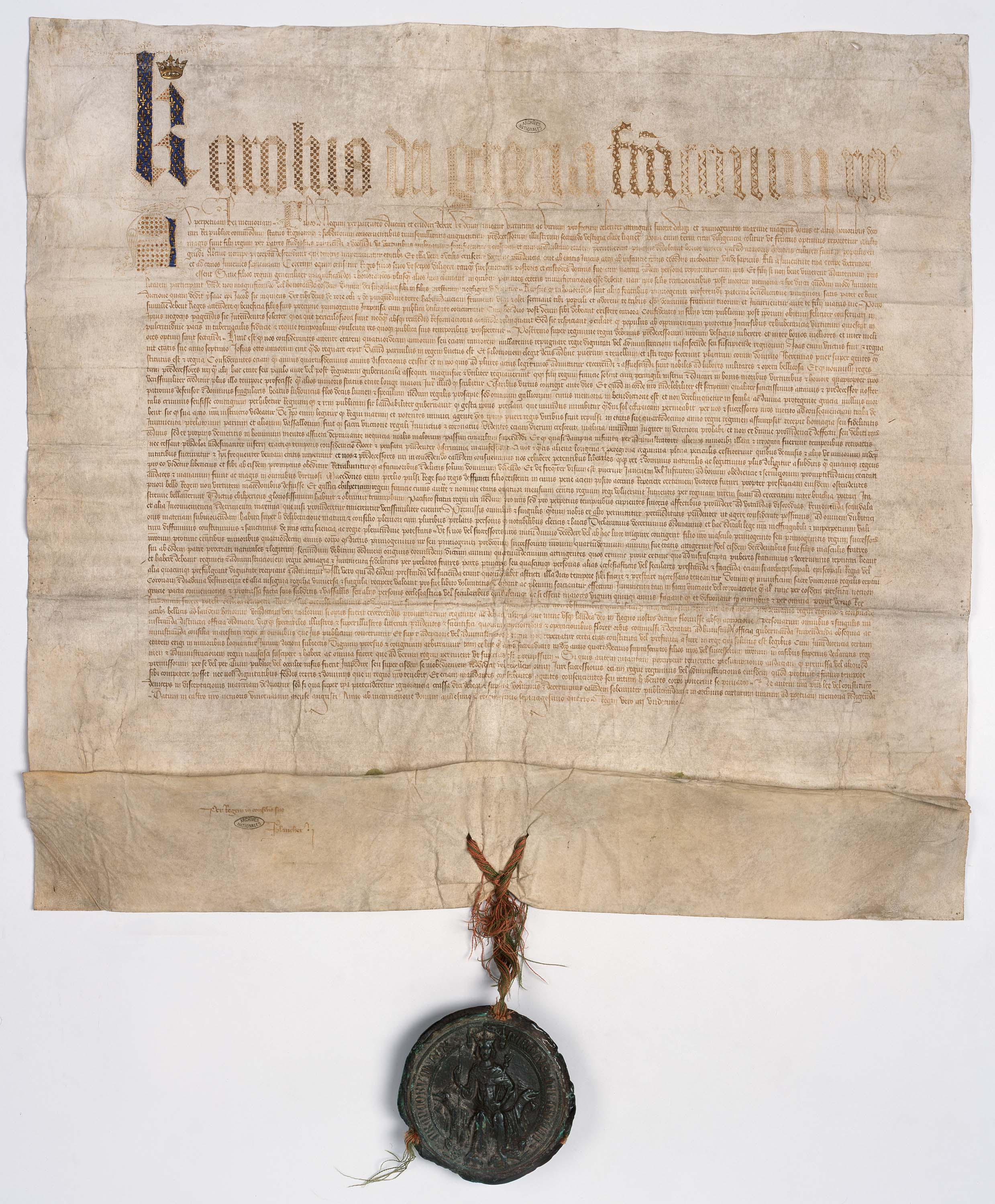
Ordonnance du roi Charles V fixant la majorité des rois de France à 14 ans et l'organisation de la régence. Archives Nationales AE-II-395.

## Étymologie
Le substantif régent est un emprunt au latin regens, regentis, participe présent du verbe rego, regis, regere, rexi, rectum.

## Causes
La régence est établie lorsque le roi est dans l'incapacité de gouverner.
La minorité du roi est le cas le plus connu d'incapacité. Mais il en est d'autres comme l'aliénation mentale, l'absence du royaume voire la captivité.

## Histoire
Le titre de régent n'est attesté qu'en 1316, avec Philippe le Long,. Celui-ci est le premier à s'intituler, en latin médiéval, « regis Francorum (ou Francie) filius, regens regna Francie et Navarre », traduit, en français, « fils de roi de France, régent les royaumes de France et de Navarre ».
Sous l'empire de la Constitution du 3 septembre 1791, la régence est régie par l'acte constitutionnel.
À la Restauration, la Charte constitutionnelle octroyée du 4 juin 1814 ne traite pas de la régence. Il en est de même, sous la monarchie de Juillet, de la Charte constitutionnelle révisée du 14 août 1830.
Sous le Premier Empire, la régence est régie par le titre IV du sénatus-consulte organique du 28 floréal an XII (18 mai 1804).
Sous le Second Empire, la régence est régie par le sénatus-consulte du 17 juillet 1856.

## Régents et régentes de France entre 885 et 1870
- 885-887 : Charles III dit le Gros, roi de Francie orientale, en attendant la majorité de Charles III, frère cadet du défunt roi Carloman II. Il est déposé par les grands du royaume après les invasions vikings.
- 954-956 : Brunon de Cologne est régent pendant la minorité de Lothaire.

### XIesiècle
- 1060-1066 : Baudouin V, comte de Flandre, oncle de Philippe Ier (qualifié de tuteur[9] du roi), avec peut-être[10] Anne de Kiev, reine de France, mère de Philippe Ier, durant la minorité de Philippe Ier. En 1066, Philippe fait savoir à Baudouin qu'ayant atteint l'âge de 14 ans, il était devenu majeur[11].

### XIIesiècle
- 1147-1149 : régence de Suger, abbé de Saint-Denis et principal conseiller de Louis VII, pour cause d'absence de celui-ci[12],[13] qui participe à la deuxième croisade. Suger exerce la régence assisté de Samson, archevêque de Reims[13], et de Raoul, comte de Vermandois[12],[13].
- 1190-1099 : régence d'Adèle de Champagne, mère du roi Philippe Auguste, pour cause d'absence de celui-ci, qui participe à la troisième croisade. Adèle exerce la régence assistée de son frère, Guillaume aux Blanches Mains[12].

### XIIIesiècle
- 1226-1235 : première régence de la reine Blanche de Castille, veuve de Louis VIII et mère de Louis IX, pour cause de minorité de celui-ci, âgé de 12 ans à la mort de son père[14],[15].
- 1248-1252 : seconde régence de la reine Blanche de Castille, mère de Louis IX, pour cause d'absence du celui-ci[14],[15], dirigeant la septième croisade.
- 1252-1254 : conseil de régence, pour cause d'absence du roi Louis IX[15].
- 1270 : première lieutenance de Mathieu de Vendôme, abbé de Saint-Denis, et de Simon de Nesles, pour cause d'absence de Louis IX[16], assistés d'un conseil de régence[15].
- 1285 : seconde lieutenance de Mathieu de Vendôme et Simon de Nesles, pour cause d'absence de Philippe III[17].

### XIVesiècle
- 1316 : régence de Philippe, comte de Poitiers et futur Philippe V[15]. La régence débute à la mort de Louis X le Hutin, comme régence prénatale[18]. Elle se poursuit, à la naissance de Jean Ier le Posthume, comme régence de minorité[18].
- 1328 : régence de Philippe, comte de Valois et futur Philippe VI, entre la mort de Charles IV et la naissance posthume de sa fille Blanche.
- 1356-1360 : régence du Dauphin Charles, duc de Normandie, futur Charles V, fils de Jean II, pour cause d'absence du roi, celui-ci étant captif en Angleterre. Le Dauphin Charles est d'abord lieutenant-général du royaume de 1356 à 1358.
- 1364 : De nouveau le Dauphin Charles, pendant la seconde captivité de Jean II le Bon.
- 1380-1388 : Louis Ier, duc d'Anjou, oncle de Charles VI, pour cause de minorité du roi. À partir du sacre du roi[19], ses oncles (Louis Ier d'Anjou - jusqu'en 1384 ; Jean, duc de Berry ; Philippe II, duc de Bourgogne et Louis II, duc de Bourbon) exercent conjointement le gouvernement au sein d'un conseil de tutelle qui s'achève en 1388, bien après la majorité officielle de Charles VI en 1382.
- 1393- ? Isabeau de Bavière, dont le mari Charles VI est victime de folie, prend le rôle de régente officieuse, pour le compte des dauphins successifs.

### XVesiècle
- 1418-1422 : Charles, dauphin de Viennois, futur Charles VII[20].

- 1420-1422:  régence de facto d' Henri V selon le traité de Troyes qui remet la régence au roi d'Angleterre jusqu'à la mort de Charles VI et qui doit revenir la couronne à la mort de ce dernier[20].

- 1422-1435 : régence de facto de Jean de Lancastre, duc de Bedford, oncle d'Henri VI d'Angleterre, pour cause de minorité du roi (dans le cadre de l'occupation anglaise du territoire pendant la guerre de Cent Ans)[15].
- 1483-1491 : Anne de France, duchesse de Bourbon, fille de Louis XI et de son mari Pierre de Beaujeu (1438-1503) durant la minorité de Charles VIII, leur frère et beau-frère. Elle n'est pas officiellement "régente de France", mais en exerce le pouvoir[21], tout en étant tutrice de son frère.
- 1494-1495 : Anne et Pierre exercent de nouveau la régence avec pour ce dernier le titre de Lieutenant Général du Royaume pendant l'absence de Charles VIII due aux guerres d'Italie[21].

### XVIesiècle
- 1515 : régence de Louise de Savoie, mère de François Ier, pour cause d'absence du roi[15], celui-ci étant en campagne militaire en Italie.
- 1524-1526 : régence de Louise de Savoie, mère de François Ier, pour cause d'absence du roi[15], celui-ci étant en campagne en Italie, puis prisonnier en Espagne.
- 1552 : première régence de la reine Catherine de Médicis, épouse du roi Henri II, pour cause d'absence de celui-ci[15] lors du voyage d'Allemagne[22].
- 1560-1563 : deuxième régence de la reine Catherine de Médicis, veuve du roi Henri II et mère du roi Charles IX, pour cause de minorité de celui-ci[15],[22], âgé de 10 ans et 6 mois[11]. La régence prend fin le 17 août 1563, date du lit de justice tenu au parlement de Rouen[23],[11].
  - 1561-1562 : lieutenance générale Antoine de Bourbon, roi de Navarre et premier prince du sang[24]. Le 27 mars 1561, Antoine de Bourbon ayant renoncé à ses droits à la régence, la régente le nomme, en contrepartie, lieutenant général du royaume[24].
- 1567 : lieutenance générale d'Henri, duc d'Anjou et futur Henri III[25]. À la mort du connétable Anne de Montmorency, Henri, âgé de 16 ans, est chargé de la lieutenance générale du royaume[25].
- 1574 : troisième régence de la reine Catherine de Médicis, mère du roi Henri III, pour cause d'absence de celui-ci[15] jusqu'à son retour de Pologne[22], dont il avait été élu roi.

### XVIIesiècle
- 1610-1614 : régence de la reine Marie de Médicis, veuve d'Henri IV et mère de Louis XIII, pour cause de minorité de celui-ci[15], âgé de 8 ans et 8 mois[11]. Le 13 mai 1610, Henri IV confie oralement la régence à son épouse[22]. Le lendemain, l’assassinat du roi transforme la régence en régence de minorité[22]. La régence prend fin le 2 octobre 1614, date du lit de justice tenu au parlement de Paris[26],[27]. Marie de Médicis gouverne jusqu'en 1617.
- 1643-1651 : régence d'Anne d'Autriche, mère de Louis XIV, pour cause de minorité du roi[15], celui-ci étant âgé de 4 ans et 8 mois[11]. La régence prend fin le 2 octobre 1651, date du lit de justice tenu au parlement de Paris[27]. Le cardinal de Mazarin gouverne jusqu'en 1661.
  - 1643 : lieutenance générale de Gaston, duc d'Orléans[28].

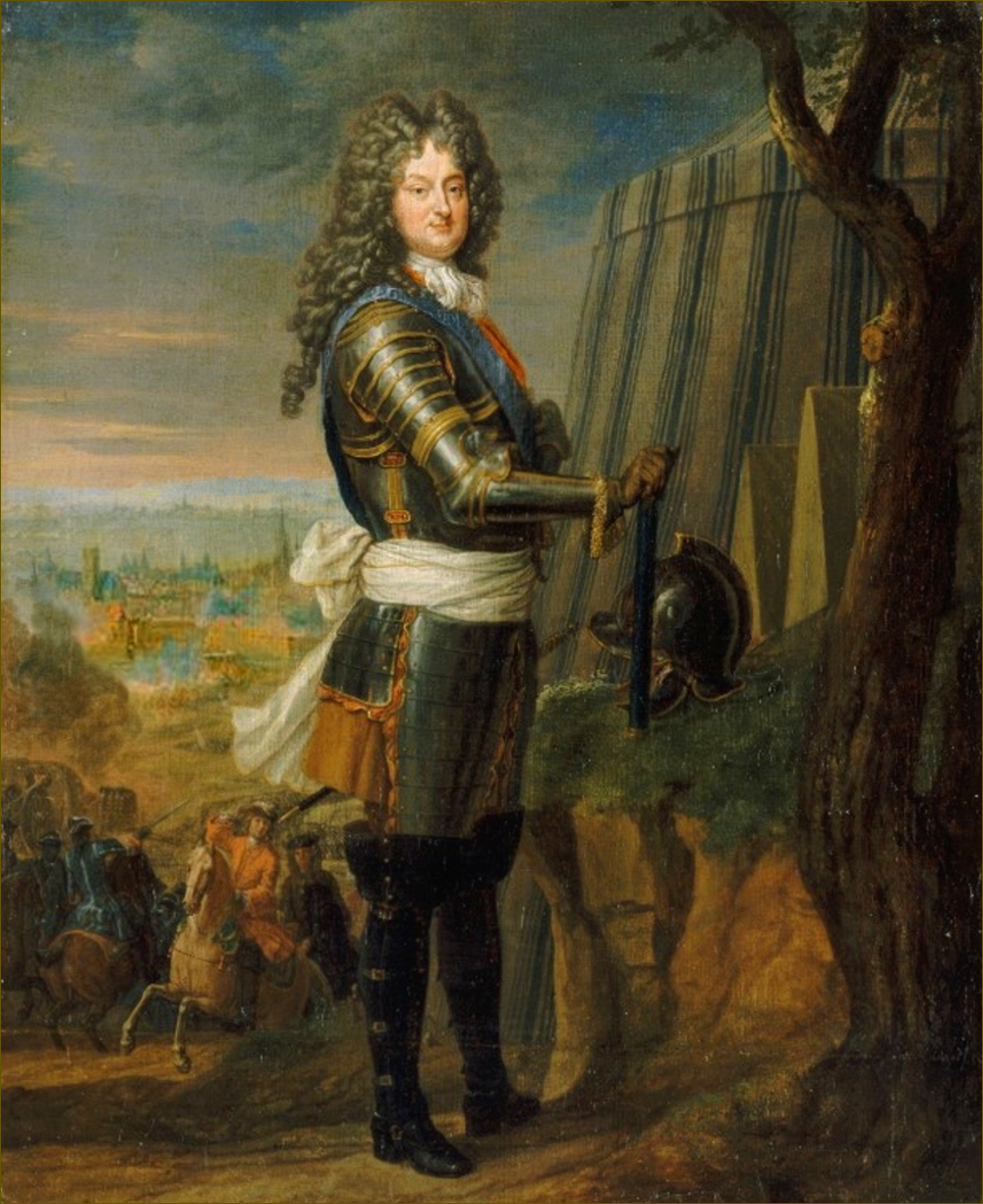
Le régent Philippe d'Orléans.

- 1672 : régence de Marie-Thérèse d'Autriche, épouse de Louis XIV, pour cause d'absence du roi[15] (régente du 12 juin au 13 août 1672, durant l'absence du Roi pour la Guerre de Hollande).

### XVIIIesiècle
- 1715-1723 : régence du duc Philippe d'Orléans, dit le Régent, oncle de Louis XV, pour cause de minorité du roi, celui-ci étant âgé de 5 ans et 7 mois[11]. Cette régence constitua un régime politique en soi : la Régence. La régence prend fin le 23 février 1723, date du lit de justice tenu au parlement de Paris[29],[27].
- 1793-1795 : régence de jure de Louis, comte de Provence et futur Louis XVIII, oncle de Louis XVII, pour cause de minorité du roi[30].
  - 1793-1814 : lieutenance générale de Charles, comte d'Artois et futur Charles X, frère de Louis XVIII[30]. Le 28 janvier 1793, Louis XVIII confie à son frère la charge de lieutenant général du royaume[28]. Il la conserve jusque dans les premières semaines de la Première Restauration[28]. En mars 1814, il précède Louis XVIII en France[28]. Le 12 avril, il entre à Paris[28]. Le 14 avril, le Sénat, sans le reconnaître comme lieutenant général du royaume, lui en confie le gouvernement provisoire[28]. Il l'exerce jusqu'au 5 mai, date de l'arrivée de Louis XVIII[28].

### XIXesiècle
- 1812-1814 : Marie-Louise d'Autriche, impératrice des français, seconde épouse de Napoléon, exerce la régence lors des guerres de la sixième coalition.
- 1815 : Joseph Bonaparte, ancien roi de Naples et d'Espagne, frère ainé de Napoléon, il exerce la régence pendant la minorité de son neveu Napoléon II durant les Cent-Jours.
- 1830 : Louis-Philippe duc d'Orléans, lieutenant général du royaume depuis le 31 juillet 1830, désigné comme régent par le roi Charles X qui abdique le 2 août, à la suite de la renonciation de son fils le duc d'Angoulême (Louis XIX) et à l'avènement de son petit-fils Henri V (duc de Bordeaux) âgé de 10 ans. Le 9 août, le duc d'Orléans devient roi des Français.

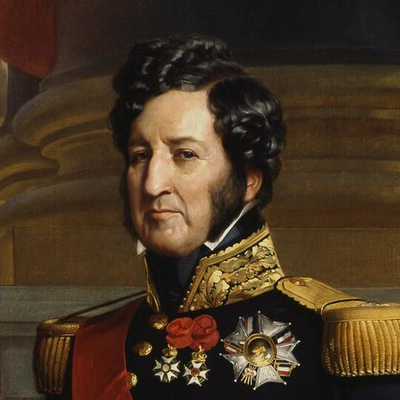
Le régent Louis-Philippe.

- 1859 : première régence de l'impératrice Eugénie de Montijo, épouse de Napoléon III, pour cause d'absence de celui-ci, campagne d'Italie[31]. La régence débute le 10 mai et prend fin le 17 juillet[32].
- 1865 : seconde régence de l'impératrice Eugénie de Montijo, épouse de Napoléon III, pour cause d'absence de celui-ci, lors du voyage de l'empereur en Algérie française. La régence débute le 3 mai et prend fin le 9 juin[32].
- 1870 : troisième régence de l'impératrice Eugénie de Montijo, épouse de Napoléon III, pour cause d'absence de celui-ci[31], lors de la guerre franco-prussienne. La régence prend fin le 4 septembre, avec la proclamation de la République[32].

### Textes officiels
- [D. des 18 et 19 janv. 1792] Décret des 18 et 19 janvier 1792.
- Acte du 29 juillet 1830, dans Bulletin des lois du royaume de France, IXe série, no 1, 1er août 1830, texte no 4, p. 4.
- Proclamation du 31 juillet 1830, dans Bulletin des lois du royaume de France, IXe série, no 2, 5 août 1830, texte no 14, p. 11.